# Duck Sauce
Duck Sauce – amerykańsko-kanadyjski duet muzyczny złożony z dwóch DJ-ów Armanda Van Heldena oraz A-Traka – założyciela wytwórni Fool's Gold Records.

## Historia
Celem duetu jest tworzenie muzyki disco oraz house.
Ich pierwszymi dziełami są utwory aNYway oraz You’re Nasty. Ich EP Greatest Hits, zostało wydane we wrześniu 2009 roku. Utwór aNYway posiada dwie wielkie litery NY, aby zaznaczyć, iż didżeje pochodzą z Nowego Jorku. Utwór został w całości samplowany z piosenki I Can Do It, stworzonej przez Final Edition.
Latem 2010 duet wydał utwór Barbra Streisand, którego tytuł wzięty jest od imienia i nazwiska znanej amerykańskiej aktorki i piosenkarki, Barbry Streisand. Utwór bazuje na oryginalnej melodii Hallo bimmelbahn, stworzonej przez Nighttrain oraz Boney M w piosence Gotta Go Home. Barbra Streisand po raz pierwszy została zagrana na „Zimowej Konferencji Muzycznej” w Miami w 2010. Utwór zdobył ogromne wsparcie ze strony didżejów radiowych w Wielkiej Brytanii, Irlandii, Polsce (Polskie Radio 4), Francji, Australii oraz Nowej Zelandii. W Australii „Barbra Streisand” pierwszy raz została usłyszana w radiu Triple J, podczas gdy w Nowej Zelandii debiutowało w studenckim radiu 95bFM w Auckland. Po tym, jak utwór zaczęły grać stacje komercyjne, zyskał ogromną popularność. 12 września 2010 zdobył pierwsze miejsce na liście ARIA Club Chart.

## Dyskografia

### Albumy
| Rok  | Album                                                             | Album                                                             | Album                                                             |
| ---- | ----------------------------------------------------------------- | ----------------------------------------------------------------- | ----------------------------------------------------------------- |
| 2014 | Quack - Wydane: 14 kwietnia 2014 - Wytwórnia: Fool’s Gold Records | Quack - Wydane: 14 kwietnia 2014 - Wytwórnia: Fool’s Gold Records | Quack - Wydane: 14 kwietnia 2014 - Wytwórnia: Fool’s Gold Records |

### EP
| Rok  | Album                                                                      |
| ---- | -------------------------------------------------------------------------- |
| 2010 | Greatest Hits - Wydane: 25 czerwca 2010 - Wytwórnia: Fool's Gold Records   |
| 2014 | Duck Droppings - Wydane: 21 stycznia 2014 - Wytwórnia: Fool’s Gold Records |

### Single
| Rok  | Singiel            | Miejsce na liście | Miejsce na liście | Miejsce na liście | Miejsce na liście | Miejsce na liście | Miejsce na liście | Miejsce na liście | Album            |
| Rok  | Singiel            | AUS               | AUT               | FRA               | IRE               | NL                | NZ                | UK                | Album            |
| ---- | ------------------ | ----------------- | ----------------- | ----------------- | ----------------- | ----------------- | ----------------- | ----------------- | ---------------- |
| 2009 | "aNYway”           | –                 | –                 | 38                | –                 | 25                | –                 | 22                | Greatest Hits EP |
| 2010 | "Barbra Streisand” | 9                 | 1                 | 3                 | 2                 | 1                 | 16                | 3                 | Quack            |
| 2011 | "Big Bad Wolf”     | –                 | –                 | –                 | –                 | –                 | –                 | –                 | Bez Albumu       |
| 2013 | "It’s You”         | –                 | –                 | –                 | –                 | –                 | –                 | –                 | Quack            |
| 2013 | "Radio Stereo”     |                   |                   |                   |                   |                   |                   |                   | Quack            |
|      | "NRG               |                   |                   |                   |                   |                   |                   |                   | Quack            |
| 2014 | "Ring Me”          |                   |                   |                   |                   |                   |                   |                   | Quack            |
| 2020 | "Smiley Face”      |                   |                   |                   |                   |                   |                   |                   | –                |
| 2020 | "Get to Steppin”   |                   |                   |                   |                   |                   |                   |                   | –                |
| 2020 | "Captain Duck”     |                   |                   |                   |                   |                   |                   |                   | –                |
| 2020 | "I Don't Mind"     |                   |                   |                   |                   |                   |                   |                   | –                |
| 2020 | "Mesmerize"        |                   |                   |                   |                   |                   |                   |                   | –                |
| 2021 | "Ask Me"           |                   |                   |                   |                   |                   |                   |                   | –                |
| 2021 | "Nonchalant"       |                   |                   |                   |                   |                   |                   |                   | –                |